# Luise Adolpha Le Beau
Luise Adolpha Le Beau   (Rastatt, 25 d'abril de 1850 - Baden-Baden, 17 de juliol de 1927) fou una pianista i compositora alemanya.
Va començar la seva educació a Karlsruhe estudiant violí, piano, cant i música teòrica. Després va estudiar a Múnic amb Joseph Rheinberger i Franz Lachner. Es va centrar en l'estudi del piano (va tenir una important carrera com a concertista) i fins i tot va escriure les seves pròpies obres. Però, com que era una dona, va trobar grans dificultats, tal com explica en la seva biografia (Lebenserinnerugen einer Komponistin, 1910). Vivia amb els seus pares a Wiesbaden, Berlín i, amb ajudes financeres dels seus pares, es va mudar a Baden-Baden.
La crítica musical de l'època, habitualment, va definir l'estil de Le Beau com "masculí", qualificació que en el llenguatge de l'època volia dir que es considerava que el seu treball era de la major qualitat.
Luise Adolphe Le Beau va promoure sempre la igualtat d'oportunitats en l'educació musical de les nenes i també, de tant en tant, treballava com a crítica musical. A part de cançons i música de cambra, va compondre una simfonia, un concert per a piano i obres per a cor i orquestra.
Els seus treballs es distingeixen per l'artesania i es reconeixen de seguida pel seu desenvolupament musical. El seu Romanç per a violí i piano Op. 35 (primera publicació l'any 1905) tenia la supremacia i l'expressivitat de la melodia en solitari i la seva uniformitat estava en consonància amb la tradició d'aquest gènere, el romanticisme.